# Ерік Дрекслер
Кім Ерік Дрекслер (англ. Kim Eric Drexler; нар. 25 квітня 1955, Окленд, Каліфорнія) — відомий американський науковець, «піонер нанотехнологій», інженер, відомий популяризатор нанотехнологій. Автор концепції нанотехнологічного механосинтезу, перший теоретик створення молекулярних нанороботів, концепції «сірого слизу».

## Життєпис
На початку 70-х років Кім Ерік Дрекслер потрапив під сильний вплив ідей, викладених у доповіді Римського клубу «Межі зростання». Вже на першому курсі Массачусетського технологічного інституту він почав шукати тих, хто працював над пошуком позаземних ресурсів. Він знайшов доктора Жерара К. О'Ніла, відомого фізика з Принстонського університету, який робив сильний акцент у своїх наукових дослідженнях на прискорювачах частинок і відомого завдяки своїй праці над концепцією колонізації простору.
У 1975 і 1976 роках Дрекслер брав участь у дослідженнях NASA на тему космічних поселень. Він розробляв на основі нанотехнологій високоефективні сонячні батареї. Активно брав участь у космічній політиці, допомагаючи L5 Society укласти угоду про діяльність держав на Місяці та інших небесних тілах.
Наприкінці 1970-х років Дрекслер почав розвивати ідеї молекулярної нанотехнології (МНТ). 1979 року ознайомився з відомою доповіддю Річарда Фейнмана «Внизу багато місця».
Термін «нанотехнології» придумав професор токійського університету Норіо Танігуті в 1974 році для опису виготовлення матеріалів з нанометровою точністю, і його використав Дрекслер у своїй книзі 1986 Машини творення: Прийдешня ера нанотехнології, щоб описати те, що пізніше стало відоме як молекулярна нанотехнологія (МНТ). У цій книзі він запропонував ідею нано-«асемблера», який буде в змозі побудувати копію себе та інших об'єктів довільної складності, а також у розділі 9 описав гіпотетичний сценарій оживлення кріонованих людей. Він також вперше придумав термін «сірий слиз», щоб описати те, що може статися, якщо гіпотетична самовідтворювана молекулярна нанотехнологія вийде з-під контролю.
Дрекслер навчався в Массачусетському технологічному інституті. Він здобув диплом бакалавра в міждисциплінарних науках в 1977 році і ступінь магістра в 1979 році в аерокосмічній промисловості. 1991 року здобув ступінь доктора філософії під егідою MIT Media Lab. в галузі молекулярної нанотехнології (першим у цій царині). Його книга «Наносистеми» здобула премію AAP в номінації «Найкраща комп'ютерна книга 2002 року».
1986 року Ерік Дрекслер заснував разом з дружиною Крістін Петерсон Foresight Institute, головною метою якого є дослідження перспектив розширення можливостей людини за допомогою нанотехнологій і пов'язаних з цим ризиків. 2001 року Дрекслер і Петерсон розірвали свій 21-річний шлюб. У 2005 році Дрекслер покинув організацію.
2004 року Дрекслер підписав відкритий лист вчених на підтримку кріоніки.
Починаючи з 2005 року Дрекслер працює головним технічним консультантом у компанії Nanorex, що виробляє програмне забезпечення, яке використовується в проектуванні наноструктур. Живе Дрекслер у Лос-Альтос (штат Каліфорнія). Також входить до складу директорів Американського національного аерокосмічного товариства і є членом Хімічного товариства, Протеїнового товариства.
2006 року Дрекслер одружився з Розою Ван, яка раніше була інвестиційним банкіром, а тепер працює у фонді Ashoka: Innovators for the Public.

## Нагороди
1992 року Асоціація американських видавців назвала книгу «Nanosystems Molecular Machinery Manufacturing and Computation» найкращою книгою в галузі комп'ютерних наук.

## Ерік Дрекслер у науковій фантастиці
Дрекслер згадується в науково-фантастичній книзі «Діамантовий вік» як один із головних героїв світу майбутнього, який ґрунтується на ідеях нанотехнологій.
У науково-фантастичному романі Newton's Wake: A Space Opera Кена Маклеода «Дрекслер» — це нанотехнологічний асемблер, який здатний перетворювати майже все, що може поміститися в обсязі конкретної машини — носовому відсіку космічного корабля.
Дрекслер також згадується в науково-фантастичній книзі Decipher Стела Павлоу. Його книга згадується як одна з відправних точок у створенні наноасемблера, а також в ній дається уявлення про найкращий спосіб використання фулерену.
Джеймс Роллінс посилається на книгу Дрекслера «Машини творення» у своєму романі «Excavation», де він використовує теорію молекулярних машин Еріка, як можливе пояснення виникнення таємничої «Речовини Z» у цій історії.
Дрекслера також згадує покійний доктор Тімоті Лірі у своїй останній роботі «Design for Dying» в розділі «Мутація».

## Книги Еріка Дрекслера
- Машини творення: Прийдешня ера нанотехнології (1986)
  - Доступно на online at e-drexler.com [Архівовано 8 січня 2009 у Wayback Machine.]
- Безмежне майбутнє (Unbounding the Future, 1991; спільно з Крістін Петерсон[en] і Gayle Pergamit) (ISBN 0-688-12573-5)
  - Доступно online, можна завантажити безкоштовно з Unbounding the Future: the Revolution Nanotechnology [Архівовано 5 червня 2011 у Wayback Machine.]
- Nanosystems: Molecular Machinery Manufacturing and Computation [Архівовано 8 жовтня 2019 у Wayback Machine.](1992)
  - Доступно англійською мовою на online at e.drexler.com [Архівовано 8 жовтня 2019 у Wayback Machine.]
  - Докторська дисертація Дрекслера, «молекулярні машини, здатні до обчислення». Ранні версії тексту доступні online [Архівовано 17 липня 2011 у Wayback Machine.]
- Engines of Creation 2.0: The Coming Era of Nanotechnology — Updated and Expanded [Архівовано 18 травня 2018 у Wayback Machine.], K. Eric Drexler, 647 сторінок, (Лютий 2007) — ілюстроване pdf видання, завантаження безкоштовно.
- Radical Abundance: How a Revolution in Nanotechnology Will Change Civilization (2013) ISBN 1610391136